# MOB2
MOB2 (англ. MOB kinase activator 2) – білок, який кодується однойменним геном, розташованим у людей на 11-й хромосомі. Довжина поліпептидного ланцюга білка становить 237 амінокислот, а молекулярна маса — 26 927.
| 10         |  | 20         |  | 30         |  | 40         |  | 50         |
| ---------- |  | ---------- |  | ---------- |  | ---------- |  | ---------- |
| MDWLMGKSKA |  | KPNGKKPAAE |  | ERKAYLEPEH |  | TKARITDFQF |  | KELVVLPREI |
| DLNEWLASNT |  | TTFFHHINLQ |  | YSTISEFCTG |  | ETCQTMAVCN |  | TQYYWYDERG |
| KKVKCTAPQY |  | VDFVMSSVQK |  | LVTDEDVFPT |  | KYGREFPSSF |  | ESLVRKICRH |
| LFHVLAHIYW |  | AHFKETLALE |  | LHGHLNTLYV |  | HFILFAREFN |  | LLDPKETAIM |
| DDLTEVLCSG |  | AGGVHSGGSG |  | DGAGSGGPGA |  | QNHVKER    |  |            |

A: Аланін

C: Цистеїн

D: Аспарагінова кислота

E: Глутамінова кислота

F: Фенілаланін

G: Гліцин

H: Гістидин

I: Ізолейцин

K: Лізин

L: Лейцин

M: Метіонін

N: Аспарагін

P: Пролін

Q: Глутамін

R: Аргінін

S: Серин

T: Треонін

V: Валін

W: Триптофан

Кодований геном білок за функцією належить до фосфопротеїнів. 
Задіяний у такому біологічному процесі, як альтернативний сплайсинг. 
Білок має сайт для зв'язування з іонами металів, іоном цинку. 
Локалізований у цитоплазмі, ядрі.